# Тод Ласанс
Тод Џејмс Ласанс (енгл. Todd James Lasance; Њукасл, 18. фебруар 1985) аустралијски је филмски, позоришни и телевизијски глумац.
Ласанс је најпознатији по улози наредника Џима Демпсија у серији Морнарички истражитељи: Сиднеј.